# Roca d'en Massanet
La Roca d'en Massanet, també anomenada Roca del Lleó, està situada a la ronda del Pedró de l'Escala (Alt Empordà). Aquesta ronda abans era un camí ramader molt utilitzat per anar a la font i safareig del Pedró, El 1965 l'alcalde Joan Massanet va fer ampliar el vial i hi va deixar la roca com a record. La seva forma recorda un lleó, motiu del seu nom popular. El 3 de setembre de 2011, durant la festa major de l'Escala, s'hi va posar una placa explicativa.